# Hi Fly
Hi Fly ist eine portugiesische Fluggesellschaft mit Sitz in Lissabon und Basis auf dem Flughafen Beja, die sich auf Flugzeugleasing spezialisiert hat. Hi Fly ist im Auftrag anderer Fluggesellschaften tätig, wobei Flugzeuge samt kompletter Besatzung vermietet werden.

## Geschichte

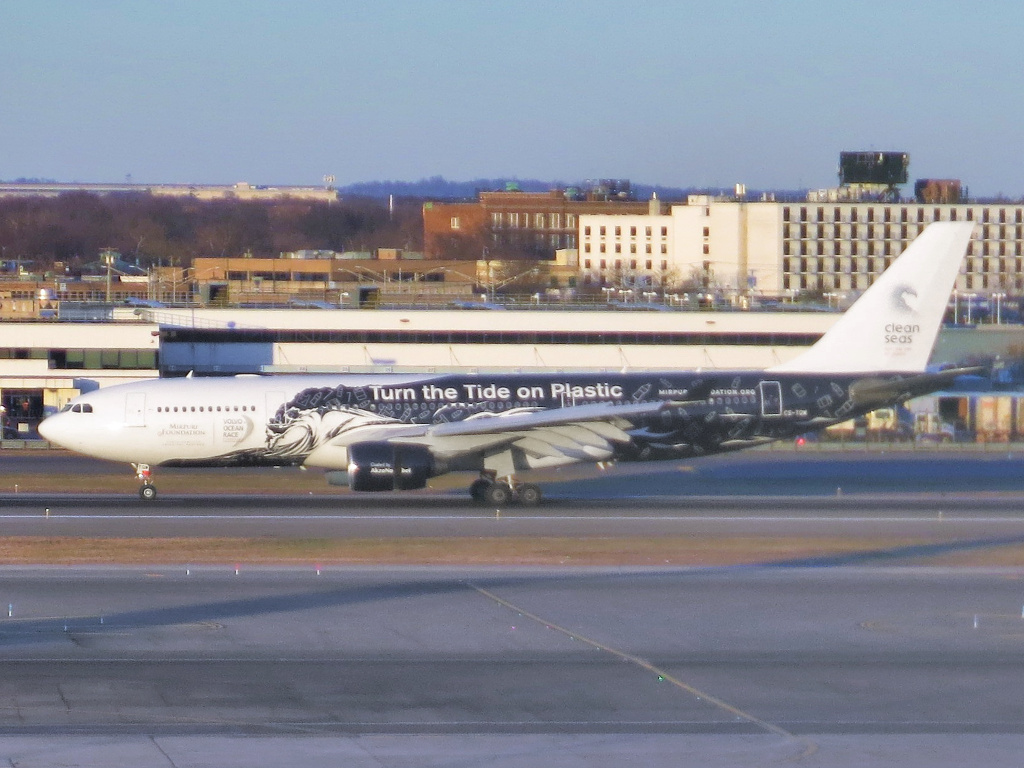
Airbus A330-200 von Hi Fly in einer Sonderbemalung „Volvo Ocean Race/Turn the Tide on Plastic“

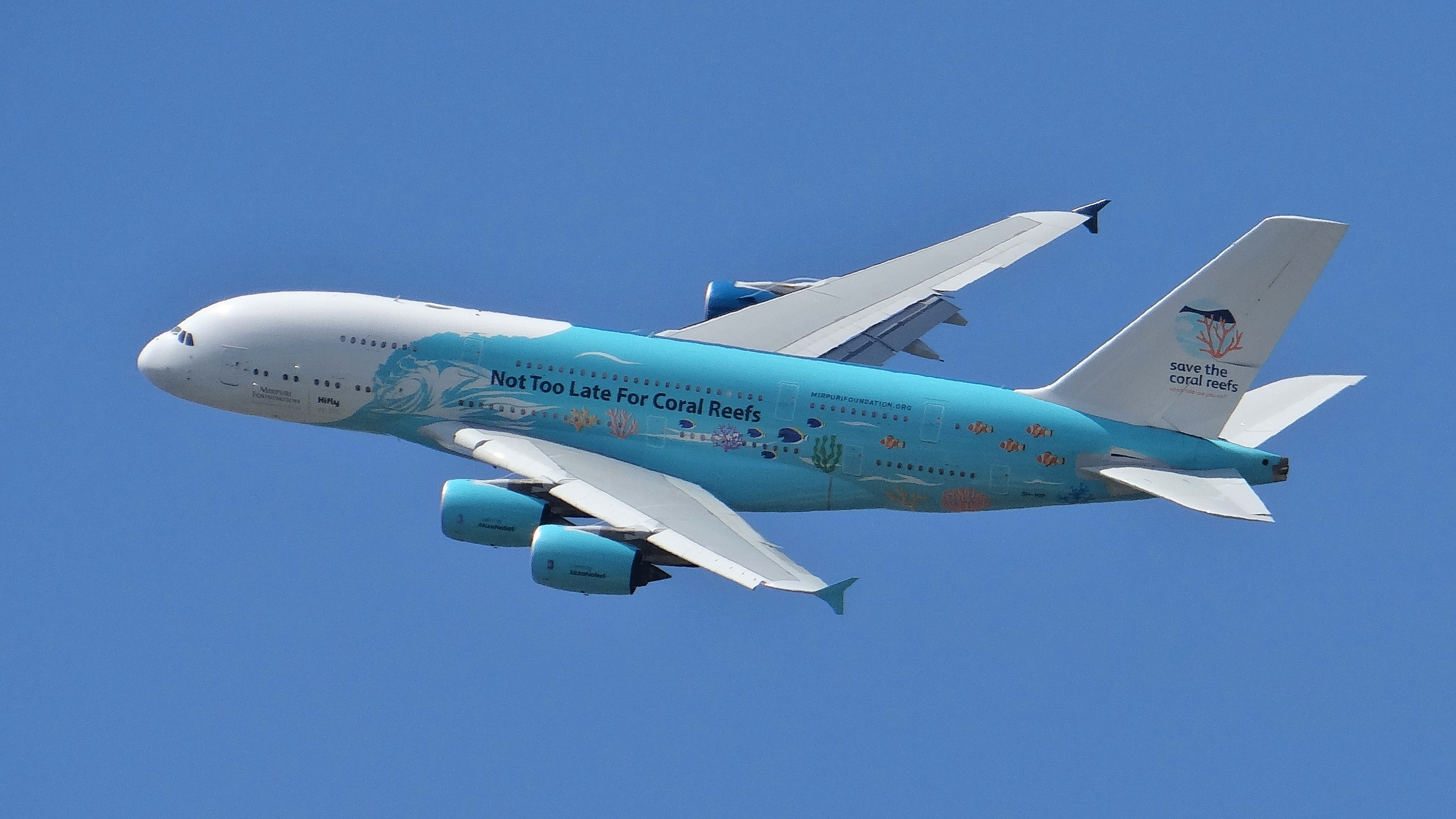
Airbus A380-800 von Hi Fly

Im Jahr 1988 hatte die portugiesische Familie Mirpuri die Fluggesellschaft Air Luxor gegründet, deren Leitung Paulo Mirpuri übernahm. Anfang Oktober 2005 wurde bekannt, dass das Unternehmen im Folgejahr in Hi Fly umbenannt werden würde, um es deutlicher von der luxemburgischen Luxair und der ägyptischen Luxor Air abzugrenzen. Fast gleichzeitig unterbreitete die portugiesisch-kanadische Longstock Financial Group ein Übernahmeangebot für Air Luxor, wobei sie primär an deren ACMI-Leasinggeschäften interessiert war. Infolgedessen entschied sich Paulo Mirpuri, die Fluggesellschaft aufzuspalten. Hierzu gründete er Ende Oktober 2005 das Unternehmen Hi Fly, in welches der Charterflugverkehr von Air Luxor ausgelagert wurde. Die portugiesische Zivilluftfahrtbehörde erteilte der neuen Gesellschaft im April 2006 ein Air Operator Certificate. Anfang Juli 2006 wurde Air Luxor, welche bis dahin den operativen Betrieb für Hi Fly durchgeführt hatte, zum Preis von 150 Millionen Euro an die Longstock Financial Group verkauft.
Im Gegensatz zur anfänglichen Planung war Hi Fly nach dem Verkauf der Konzernschwester Air Luxor kaum im klassischen Charterverkehr tätig, sondern primär im Bereich des ACMI-Leasings. Ihr erstes Flugzeug war ein von Air Luxor übernommener Airbus A330-300, welcher im Auftrag der belgischen Luftstreitkräfte zum Einsatz kam. Zwei von TAP geleaste Airbus A310-300 wurden im Jahr 2008 für Oman Air auf deren Flügen von Maskat nach London und Bangkok betrieben. Ab Dezember 2008 übernahm Hi Fly mehrere Airbus A330 und Airbus A340, darunter auch zwei A340-500. Beide Flugzeuge waren langfristig an die nigerianische Arik Air vermietet worden, die sie bis ins Jahr 2015 nutzte. Ein A340-500 kam anschließend für Norwegian und die kolumbianische Avianca zum Einsatz.
Im Jahr 2013 gründete das Unternehmen die maltesische Tochtergesellschaft Hi Fly Malta, die im Juni 2013 mit einem Airbus A340-600 ihr erstes Flugzeug übernahm.
Weil Hi Fly im Mai 2015 ein leeres Flugzeug in Farben von Saudi Arabian Airlines auf dem israelischen Flughafen Ben Gurion zur Reparatur landen ließ, beendete die saudische Fluggesellschaft den Leasing-Vertrag mit dem portugiesischen Unternehmen.
Im August 2017 wurde bekannt, dass Hi Fly zwei gebrauchte Airbus A380 übernehmen möchte. Letztlich wurde eine Maschine in die Flotte der Tochtergesellschaft Hi Fly Malta aufgenommen.
Firmensitz von Hi Fly ist ein Bürogebäude in der Innenstadt von Lissabon, in welchem alle Abteilungen für Flug- und Bodenoperationen, Engineering und Wartung, Sicherheit, Handels-, Finanz-, Verwaltungs- sowie Qualitätskontrolle angesiedelt sind. Es gibt dort weiterhin Schulungsräume für das Flug- und Kabinenpersonal. Am Flughafen von Lissabon gibt es eine Wartungshalle, welche von der Konzerntochter MESA betrieben wird.

## Flugziele

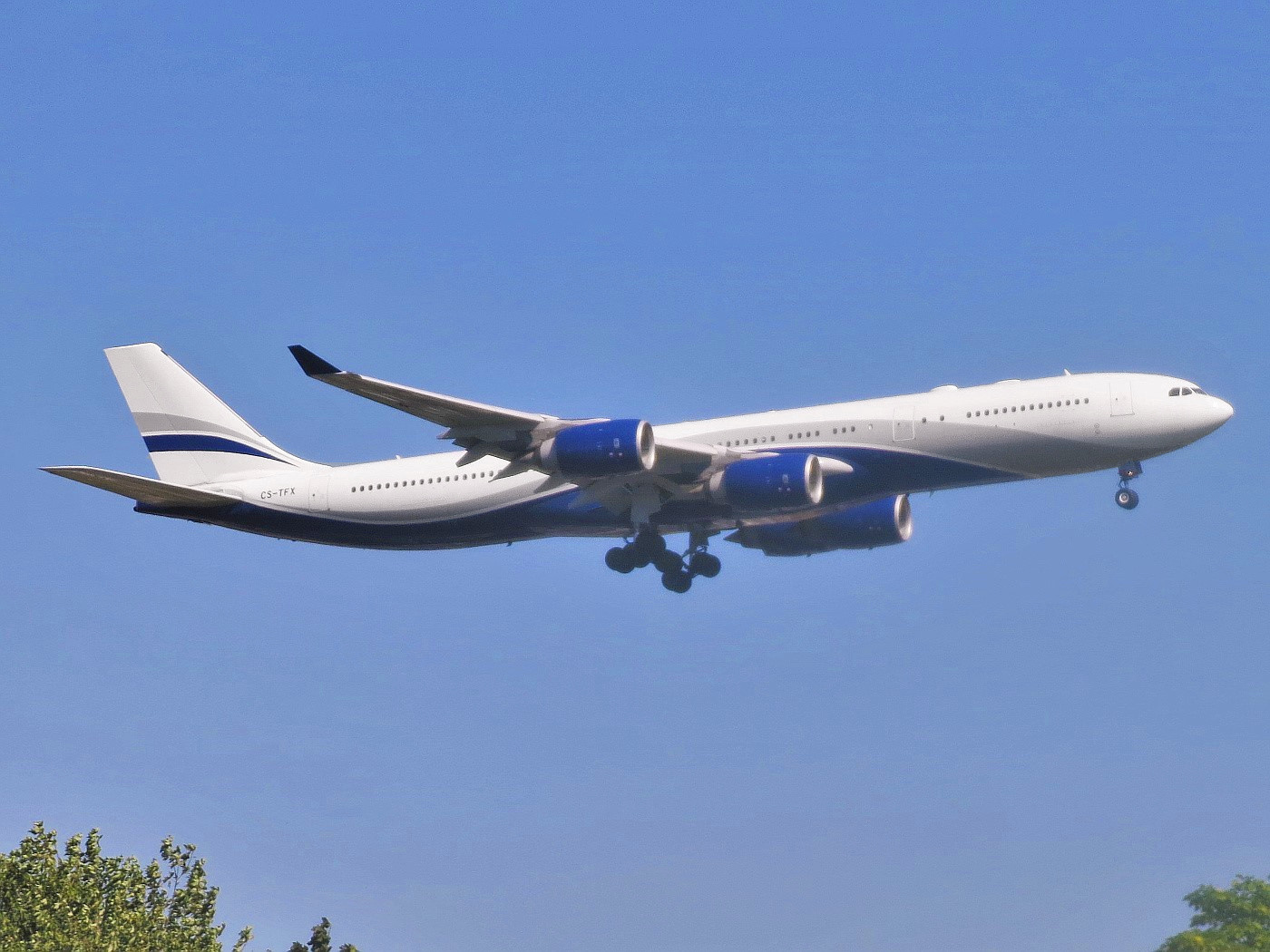
Airbus A340-500 von Hi Fly

Hi Fly betreibt ihre Flugzeuge weltweit im Rahmen von kurz- bis langfristig geschlossenen ACMI-Vereinbarungen im Wetlease für Fluggesellschaften, Regierungen, Reiseveranstalter, Unternehmen, Fußballvereine und sonstige Auftraggeber.
Am 2. November 2021 flog Hi Fly mit einem von ihnen betriebenen Airbus A340-300 von Kapstadt nach Wolf's Fang, einem Camp der White Desert Ltd., gelegen im Königin-Maud-Land, einem Teil des Kontinentes Antarktika. Dies war somit die erste Landung eines Airbus A340 auf diesem Kontinent.

## Flotte

### Aktuelle Flotte
Mit Stand April 2025 besteht die Flotte der Hi Fly aus einem Flugzeug mit einem Alter von 17,0 Jahren:
| Flugzeugtyp | Anzahl | bestellt | Anmerkungen | Sitzplätze (Business/Eco+/Eco) | Durchschnittsalter |
| ----------- | ------ | -------- | ----------- | ------------------------------ | ------------------ |
| A330-200    | 1      |          | inaktiv     | 268 (18/36/214)                | 17,0 Jahre         |
| Gesamt      | 1      | -        |             |                                | 17,0 Jahre         |

Der Großteil der Hi Fly-Flotte ist auf die maltesische Tochtergesellschaft Hi Fly Malta registriert.

### Ehemalige Flugzeugtypen
- Airbus A310-300
- Airbus A320-200
- Airbus A321-200
- Airbus A330-900
- Airbus A340-500
- Airbus A340-600
- Airbus A380-800